# Лангведель (Везер)
Лангведель (нем. Langwedel) — община в Германии, в земле Нижняя Саксония.
Входит в состав района Ферден. Население составляет 14 621 человек (на 31 декабря 2010 года). Занимает площадь 76,11 км².
Коммуна подразделяется на 6 сельских округов.